# E. Ruth Anderson
Pour les articles homonymes, voir Anderson.
Elsie Ruth Anderson (23 juin 1907, Newport, Rhode Island - 24 novembre 1989, Boston, Massachusetts) est une musicologue, observatrice météorologique et rédactrice américaine.

## Biographie
Anderson fréquente le Conservatoire de musique de la Nouvelle-Angleterre de 1924 à 1931, de nouveau en 1934, et de nouveau de 1940 à 1941. Le 23 juin 1931, Anderson reçoit un diplôme d'orchestre avec une concentration en violon.
Pendant la Seconde Guerre mondiale, Ruth Anderson s'est engagée dans les WAVES et s'est entraînée à l'école d'observateurs météorologiques de la marine à Lakehurst Maxfield Field, dans le New Jersey. Elle est d'abord affectée à une station aéronavale dans l'Indiana, puis à l'unité de renseignement de la marine à Washington, D.C.. Après la Seconde Guerre mondiale, Elsie Anderson continue à travailler pour cette unité mais passe une année au Royaume-Uni.
En 1954, Anderson commence à travailler pour l'American Meteorological Society (AMS) à Boston. Pendant 15 ans, elle est rédactrice des nouvelles du Bulletin of the American Meteorological Society (BAMS). Elle écrit également une histoire du bâtiment qui abrite le siège de l'AMS, la Harrison Gray Otis House, au 45 Beacon Street. Tout en travaillant pour l'AMS, elle compile et rédige le Contemporary American Composers : A Biographical Dictionary publié en 1977 avec une mise à jour en 1982,,.

## Publications
- (en) E. Ruth Anderson, Contemporary American Composers: A Biographical Dictionary, Boston, G. K. Hall & Co., 1982, 2e éd., 578 p. (ISBN 9780816182237, OCLC 423200927).